# Anfitrite (sous-marin)
Le Anfitrite (en français : Amphitrite) est un sous-marin de la classe Sirena (sous-classe de la Serie 600, en service dans la Regia Marina lancé au début des années 1930 et ayant servi pendant la Seconde Guerre mondiale.

## Caractéristiques
La classe Sirena était une version améliorée et élargie des précédents sous-marins de la classe Argonauta. La marine italienne décida de commander la construction de la série Sirena alors que la série Argonauta était encore en cours de construction. Le projet initial n’a été que légèrement retouché, quelques améliorations sont apportées et la forme de la coque dans la partie avant est modifiée avec l'adoption de la proue a squalo (requin), caractéristique de tous les sous-marins du Genio Navale Bernardis.
Des études menées par le principal ingénieur de la marine, Pericle Ferretti, ont abouti à la fabrication, dans les années trente, de l'appareil « ML », précurseur du schnorchel. Ces installations, qui auraient apporté d’importantes améliorations en matière de sécurité, d’autonomie, de rapidité et de capacité d’attaque, ont été fabriquées dans le CRDA de Monfalcone en 1934-1935 et commencé à être équipés sur les type Sirena ; cependant, lorsque l'amiral Antonio Legnani devint commandant des sous-marins de la Regia Marina en 1937, il fit enlever et démolir les « ML » car il les considéraient comme superflues.
Ils déplaçaient 691 tonnes en surface et 850 tonnes en immersion. Les sous-marins mesuraient 60,18 mètres de long, avaient une largeur de 4,66 mètres et un tirant d'eau de 4,66 mètres. Leur équipage comptait 36 officiers et hommes d'équipage.
Pour la navigation de surface, les sous-marins étaient propulsés par deux moteurs diesel Tosi de 675 chevaux (503 kW), chacun entraînant un arbre d'hélice. En immersion, chaque hélice était entraînée par un moteur électrique Marelli de 400 chevaux-vapeur (298 kW). Ces moteurs électriques étaient alimentés par une batterie d'accumulateurs au plomb composée de 104 éléments. Ils pouvaient atteindre 14 noeuds (26 km/h) en surface et 7,5 noeuds (13,9 km/h) sous l'eau. En surface, la classe Sirena avait une autonomie de 5 000 milles nautiques (9 300 km) à 8 noeuds (15 km/h). En immersion, elle avait une autonomie de 72 milles nautiques (133 km) à 4 noeuds (7,4 km/h).
Les sous-marins étaient armés de six tubes lance-torpilles de 53,3 centimètres (21 pouces), quatre à l'avant et deux à l'arrière, pour lesquels ils transportaient un total de 12 torpilles. Ils étaient également armés d'un seul canon de pont de 100 mm (3,9 in) (copie du Canon de 10 cm K10 Škoda) à l'avant de la tour de contrôle (kiosque) pour le combat en surface. L'armement anti-aérien consistait en deux ou quatre mitrailleuses Breda Model 1931 de 13,2 mm.

## Construction et mise en service
Le Anfitrite est construit par le chantier naval Cantieri Riuniti dell'Adriatico (CDRA) de Monfalcone en Italie, et mis sur cale le 11 juillet 1931. Il est lancé le 3 août 1933 et est achevé et mis en service le 18 février 1934. Il est commissionné le même jour dans la Regia Marina.

## Historique
Après son entrée en service, le Anfitrite est affecté à la Xe Escadrille de sous-marins, basée à Brindisi.
Entre 1934 et 1937, il effectue plusieurs voyages d'entraînement dans les eaux italiennes.
Il participe à la guerre civile d'Espagne avec une seule mission dans le canal de Sicile, du 17 au 29 août 1937, sans avoir détecté aucun navire suspect,.
En 1939, il est redéployé dans la base libyenne de Tobrouk.
Lorsque l'Italie est entrée dans la Seconde Guerre mondiale, il fait partie du 44e Escadron de sous-marins (IV Grupsom) à Tarente; son commandant est le lieutenant de vaisseau (tenente di vascello) Bruno Ghersina, qui le commandera jusqu'à sa perte.
Pendant la Seconde Guerre mondiale, il opère dans le canal d'Otrante et dans le bassin oriental de la Méditerranée (en particulier dans la zone située entre l'îlot de Gaudos, près de la Crète, et Derna),.
Sa première mission de guerre, du 10 au 18 juin 1940, a lieu dans le canal d'Otrante et a échoué. À son retour, le sous-marin, étant rentré à Leros, est affecté à cette base.
Vers deux heures de l'après-midi du 28 juin, alors qu'il navigue en mer entre Gaudos et Derna (sa zone d'opérations), il est bombardé par un hydravion Short Sunderland. Les bombes ne le touchent pas mais sont tombées si près de ca à causé des dégâts d'une certaine gravité, obligeant le sous-marin à rentrer au port,,.
Du 27 juillet au 5 août, il est en mission offensive au sud-ouest du Cap Krio.
Du 17 au 21 octobre, il opère entre Ras Uleima et la Crète. À la fin de la mission, il retourne à Tarente,.
Le 10 novembre, il entre dans l'arsenal de Tarente pour des travaux de maintenance qui durent jusqu'au 1er février 1941.
Le 20 février, il retourne à Leros.
Le 4 mars 1941, après avoir quitté Leros, il se dirige vers le canal de Caso pour attaquer un convoi britannique naviguant d'Alexandrie vers la Grèce, et y arrive le lendemain. Vers 8 heures du 6 mars, alors que l'hydrophone étant en panne, il plonge à une vingtaine de milles nautique (37 km) au sud-est du cap Sidero sur l'île de Caso, il est détecté par quelques destroyers britanniques qui font partie de l'escorte du convoi AS 16 de Piraeus-Port Saïd,,,,. Il est ensuite soumis à plusieurs attaques de grenades sous-marines, avec des dégâts importants, des gouvernails rendus inutilisables, des voies d'eau commençant à provoquer des inondations. Le Anfitrite doit faire surface en urgence,,,. Dès qu'il est à flot, il est touché dans la tourelle (kiosque) par un obus du destroyer HMS Greyhound (H05), qui tue trois hommes. L'équipage - puisque, le canon étant inopérant, il n'y av pas de possibilité de réagir - commence les manœuvres de sabordage et abandonne le sous-marin, qui peu après coule à la position géographique de 34° 55′ N, 26° 43′ E,,,.
Au total, sept hommes - un quartier-maître, deux sous-capitaines et quatre marins - sont morts,, tandis que le reste de l'équipage, 39 ou 43 hommes, sont récupérés par le Greyhound,.
D'autres sources, cependant (le récit d'un des survivants du sous-marin, le sous-capitaine Edmondo Tardi), rapportent une version complètement différente du naufrage . Le Anfitrite, après avoir attaqué le convoi avec les dommages possibles de trois navires, aurait été touché par des grenades sous-marines et aurait coulé avec plusieurs victimes, tandis que les survivants (piégés dans certains compartiments restés étanches) seraient remontés à la surface avec l'utilisation de la cloche "Gerolimi-Arata" utilisés pour remonter des sous-marins coulés, étant cependant tous tués par le feu britannique sauf 7, récupérés par les mêmes unités britanniques,. L'écart total entre les deux versions de la perte n'est pas compréhensible.
Le sous-marin avait effectué un total de 5 missions offensives-exploratoires et 2 missions de transfert, pour un total de 4 386 milles nautiques (8 122 km) en surface et 970 milles nautiques (1 796 km) sous l'eau.